# 塞夫尔国家制造厂

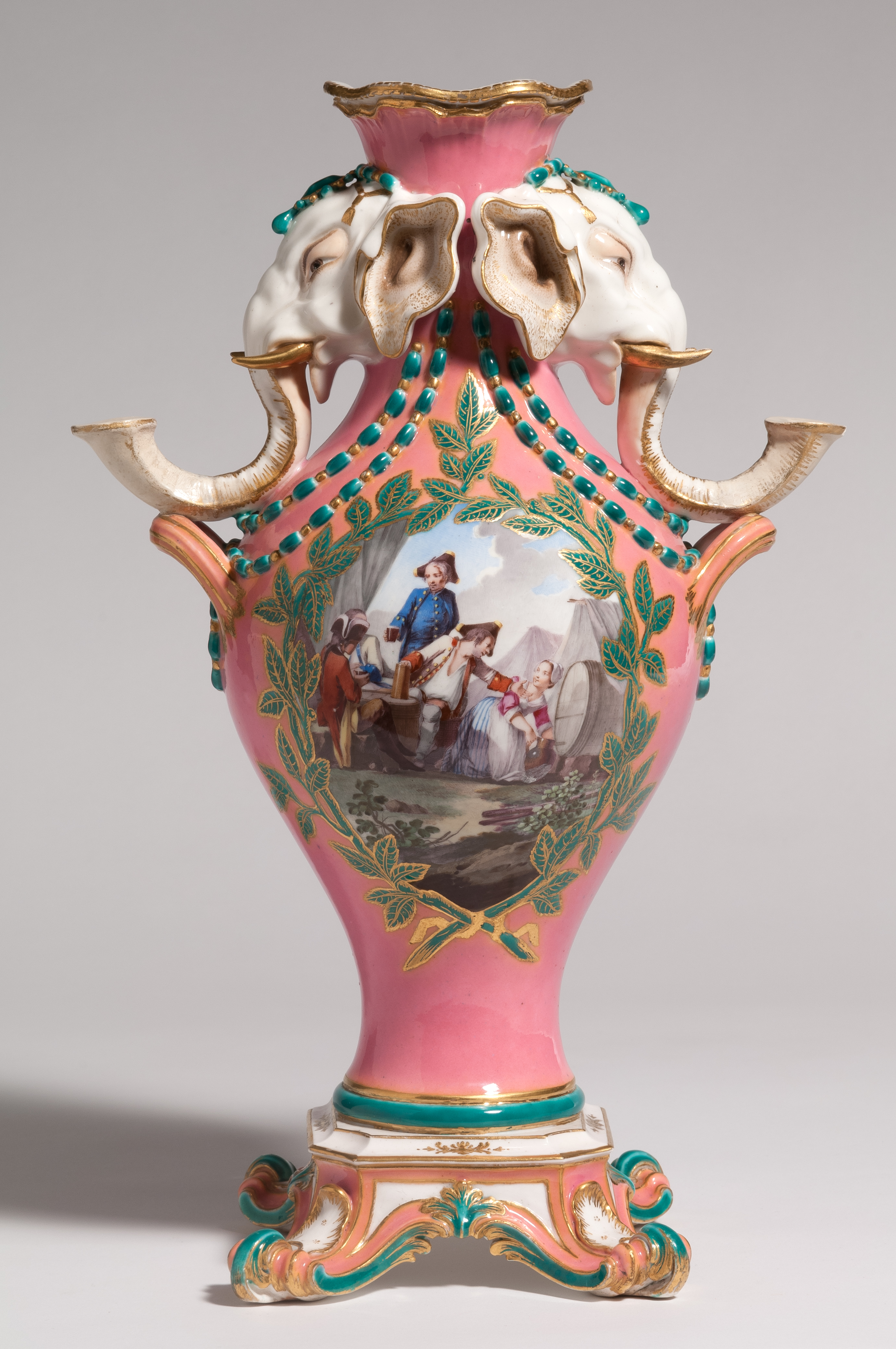
带烛台的大象花瓶，约1760年。

塞夫尔国家制造厂（法語：Manufacture nationale de Sèvres，發音：[manyfaktyʁ nasjɔnal də sɛvʁ]）是欧洲最重要的瓷器制造工厂之一，1740年始建于法国巴黎以东的万塞讷，1756年迁至巴黎西端的塞夫尔，所烧瓷器收到法国王室青睐。